# Girobussola

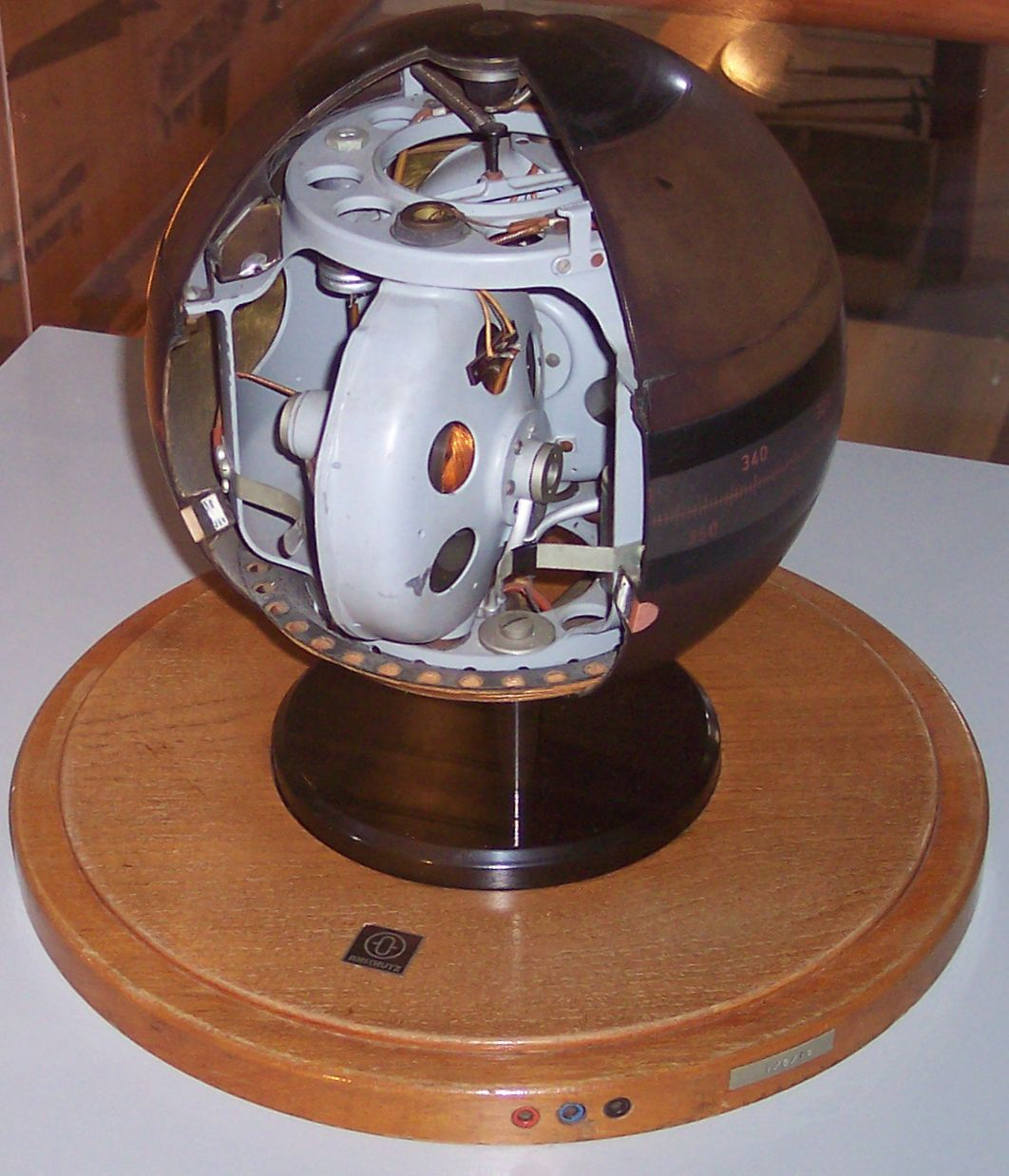
Sezione della girobussola di Anschütz-Kaempfe

Una girobussola è un particolare tipo di bussola (chiamata anche direzionale o bussola giroscopica), ovvero un sistema di navigazione per trovare una direzione fissata, non basato sul campo magnetico terrestre, ma sulle proprietà giroscopiche.
La bussola giroscopica determina la direzione del Nord sfruttando quattro leggi fisiche; l'effetto giroscopico e la precessione propria dei girostati; e due proprietà della sfera terrestre, la rotazione intorno all'asse e la forza di gravità. Al principio di funzionamento del giroscopio che mantiene fisso l'orientamento rispetto ad un punto fisso nello spazio, viene aggiunta la forza di gravità, applicata con un peso sui giunti cardanici che mantengono in sospensione il giroscopio, che in unione alle altre forze applicate creano un puntamento geografico preciso. 
A differenza della bussola magnetica, quella giroscopica punta verso il nord geografico, non risentendo della presenza del campo magnetico terrestre, quindi non è soggetta ad errori di deviazione (disturbi prodotti da campi magnetici perturbanti) né a quelli dovuti alla declinazione magnetica. Come svantaggio richiede la presenza di un motore per mettere e mantenere in rotazione un rotore. A differenza della bussola magnetica risente di un effetto chiamato precessione apparente, dovuto alla rotazione terrestre, quindi deve essere periodicamente riallineata utilizzando una bussola magnetica.
Viene usata principalmente su navi ed aerei insieme ad altri sistemi di navigazione.

## Funzionamento
La girobussola è essenzialmente un giroscopio, ovvero una ruota rotante, che per effetto della stessa rotazione tende a mantenere il proprio asse sempre con la stessa orientazione. La ruota è mantenuta ininterrottamente in rotazione da un motore elettrico o da un motore ad aria compressa.
Poiché la Terra ruota, un osservatore sulla superficie terrestre osserva che l'asse del giroscopio compie una rotazione ogni 24 ore, puntando sempre nella stessa direzione rispetto alle stelle fisse (vedi Principio di Mach).
Un giroscopio semplice non può funzionare da bussola. L'ingrediente aggiuntivo necessario è l'attrito. Se l'asse viene frenato per immersione in un liquido viscoso, si genererà una coppia resistente al riorientamento dell'asse stesso ortogonale ad esso. Questo porterà progressivamente all'orientamento dell'asse in senso nord-sud, unica disposizione in cui l'asse non subisce più alcuna forza. È la posizione di massima stabilità. Un sistema meccanico o elettromeccanico rileva la posizione dell'asse e la ripete su pannelli indicatori posti nella plancia di comando.
Poiché il funzionamento della girobussola è legato alla lenta rotazione terrestre, se il mezzo su cui è montata cambia direzione troppo rapidamente, specialmente in senso est-ovest, il funzionamento ne è perturbato. Per questo motivo il tipo di giroscopio descritto è usato prevalentemente sulle navi. Sugli aerei sono installati sistemi in grado di posizionarsi più rapidamente (per esempio sono usate bussole magnetiche per correggere continuamente la girobussola).

## Storia
La girobussola fu brevettata nel 1885 dal tedesco Martinus Gerardus van den Bos, anche se il suo dispositivo non funzionava molto bene. Nel 1903 il tedesco Hermann Anschütz-Kaempfe realizzò un modello funzionante che brevettò. Nel 1908 l'inventore americano Elmer Ambrose Sperry brevettò a sua volta l'idea, ma quando cercò di venderla alla marina tedesca nel 1914, Anschütz-Kaempfe reclamò la priorità del brevetto. A sua volta Sperry sostenne che il precedente brevetto non era valido poiché non apportava significativi miglioramenti al sistema di Van den Bos. Albert Einstein che lavorava all'ufficio brevetti di Berna si occupò di dirimere la questione e se dapprima sostenne Sperry, dovette successivamente ammettere che il brevetto di Anschütz-Kaempfe era regolare e questi vinse la causa nel 1915. La particolarità della girobussola di Anschütz era ed è tutt'oggi quella di lavorare all'interno di una miscela di acqua distillata, glicerina e acido benzoico il quale permette il passaggio nel liquido in maniera controllata delle tensioni per mantenere in rotazione i giroscopi ed anche di permettere il rilevamento dalla posizione del giroscopio stesso per la ritrasmissione agli organi preposti all'indicazione di rotta.
Einstein collaborò con Anschutz apportando una modifica essenziale al gruppo giroscopico per ridurre ulteriormente l'attrito nel liquido, rendendo maggiormente affidabile l'indicazione. Su tale strumento fu basato il sistema di guida della Fieseler Fi 103, meglio conosciuta come "bomba V1".